# Liste des aires urbaines de La Réunion
La liste des unités urbaines de La Réunion compte, d'après la définition que donne de ce terme l'Institut national de la statistique et des études économiques, un total de sept aires urbaines, parmi lesquelles trois seulement ne sont pas centrées sur une commune unique.

## Liste complète
| Aire urbaine                 | Nombre de communes | Population totale | Ville-centre |
| ---------------------------- | ------------------ | ----------------- | ------------ |
| Aire urbaine de Saint-André  | 1                  | 52 956            | Saint-André  |
| Aire urbaine de Saint-Benoît | 1                  | 33 802            | Saint-Benoît |
| Aire urbaine de Saint-Denis  | 3                  | 197 464           | Saint-Denis  |
| Aire urbaine de Saint-Joseph | 1                  | 35 062            | Saint-Joseph |
| Aire urbaine de Saint-Louis  | 1                  | 50 717            | Saint-Louis  |
| Aire urbaine de Saint-Paul   | 4                  | 177 079           | Saint-Paul   |
| Aire urbaine de Saint-Pierre | 4                  | 165 987           | Saint-Pierre |

## Annexe